# 哈瓦那中央车站

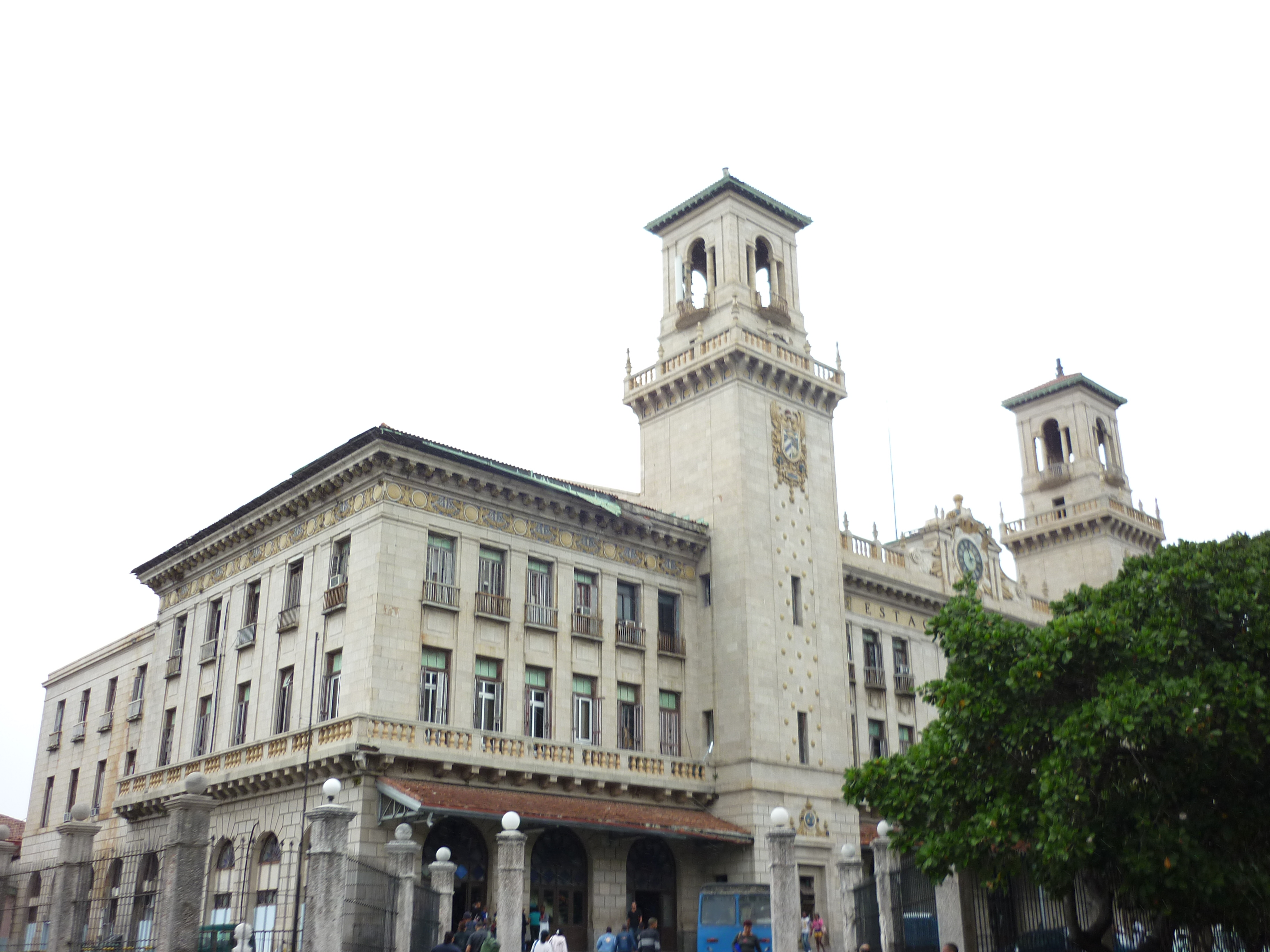
哈瓦那中央车站

哈瓦那中央车站（西班牙語：La Habana Central）是古巴首都哈瓦那的主要鐵路車站，是哈瓦那的主要鐵路樞紐，也是古巴最大的火車站，同時也是古巴國家鐵路所在地。現在的站房啟用於1912年，為古巴重要的歷史建築。